# Miracle Fish
Miracle Fish é um curta-metragem de 2009 dirigido por Luke Doolan e produzido por Drew Bailey. Como reconhecimento, foi nomeado ao Oscar 2010 na categoria de Melhor Curta-metragem.